# Profesión de fe
Una profesión de fe es la declaración pública de una creencia o fe. Es individual, a diferencia de confesión de fe.

## Judaísmo
En judaísmo, la profesión de fe toma la forma de "Shema Israel" (שמע ישראל en hebreo). Se recita todos los días, mañana y tarde; al lado de la cama de los moribundos; por el joven judío en el momento de su Bar Mitzvá. Aparece en las  tefilín  (filacterias), los trozos de pergamino que se llevan en la frente y el brazo izquierdo, según las instrucciones de Deuteronomio, así como en un pequeño rollo colocado en el dintel de la puerta principal, la Mezuzá.

## Cristianismo

### Origen
La profesión de fe tiene su origen en el Nuevo Testamento, donde creyentes, como  Cornelio, declaró su fe en  Jesús (kerygma) en bautismo.  En la Primera epístola a Timoteo en el capítulo 6 versículo 12, Pablo de Tarso recuerda a  Timoteo de su profesión de fe frente a varias personas.

### Catolicismo
En el catolicismo, es una ceremonia anteriormente llamada "comunión solemne", en la que los jóvenes fieles afirman la fe de su bautismo recibido como un bebé. Puede tener lugar durante el bautismo, si no es un bebé.

### Protestantismo
En Protestantismo, la profesión de fe es similar a  confirmación. Designa una ceremonia en la que un creyente afirma su fe en  Jesús.

### Cristianismo evangélico
En el cristianismo evangélico, la profesión de fe consiste en dar testimonio de la conversión personal y de la fe en  Jesús, antes del bautismo del creyente. Por tanto, este rito está reservado para adolescentes y adultos.

## Islam
En Islam, la profesión de fe se llama " shahâda" (en idioma árabe, "testimonio"), es uno de los cinco pilares del Islam, y lo más importante.Si bien el Corán permite no hacerla para engañar socialmente.